# Sharif Sheikh Ahmed

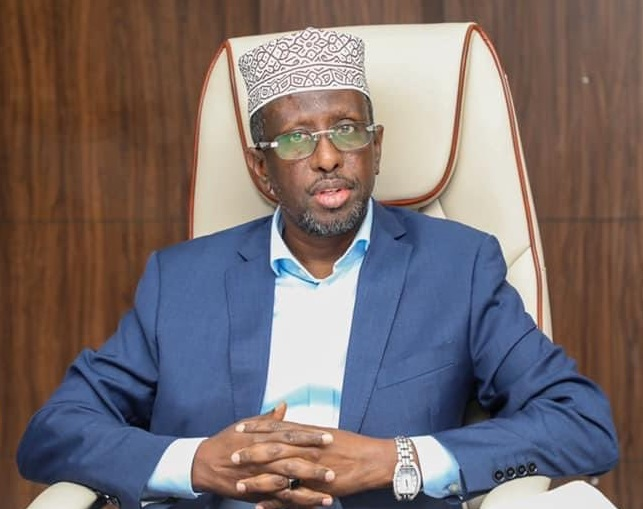
Sharif Sheikh Ahmed

Sharif Sheikh Ahmed oder Scharif Scheich Ahmad (somalisch Shariif Sheekh Axmed, arabisch الشيخ شريف شيخ أحمد asch-Schaich Scharif Schaich Ahmad, DMG aš-Šaiḫ Šarīf Šaiḫ Aḥmad; * 25. Juli 1964 in Shabeellaha Dhexe, Somalia) war von 2009 bis 2012 Präsident Somalias. Er gilt als vergleichsweise gemäßigter Vertreter des Islamismus in Somalia und gehörte zuvor zu den Führungspersönlichkeiten der Union Islamischer Gerichte und später der Allianz für die Wiederbefreiung Somalias. Er stammt aus dem Clan der Abgal-Hawiya.

## Frühes Leben und Karriere
Sharif Sheikh Ahmed wurde am 25. Juli 1964 im ländlichen Gebiet Mahadday in der Region Shabeellaha Dhexe im Süden Somalias geboren. Er besuchte dort eine Koranschule und in Mogadischu eine ägyptisch geführte Schule. In den 1980er Jahren studierte er im Sudan Geographie und Arabisch an der Universität Kurdufan und in Libyen.
1998 kehrte er nach Somalia zurück, wo seit 1991 Bürgerkrieg herrschte. In Jawhar wurde er 2002 Vorsitzender eines örtlichen islamischen Gerichtshofs, der vor allem mit Kleinkriminalität und Streitigkeiten zwischen Familien und Geschäftsleuten befasst war. Zeitweise arbeitete er mit dem Kriegsherrn Mohammed Omar Habeb Dhere gegen die Übergangsregierung Somalias, die damals versuchte, aus dem Exil in Kenia die Kontrolle über Mogadischu zu übernehmen.

## Politische Karriere vor dem Präsidenten

### Union Islamischer Gerichte
Die Allianz mit Dhere hielt jedoch nicht lange, sodass Sharif Sheikh Ahmed Jawhar verließ, nach Mogadischu ging und dort Lehrer an der Jubba Secondary School wurde. Als sogenannte Freelancer-Milizen 2003 einen 12-jährigen Schüler entführten, um von dessen Familie ein hohes Lösegeld zu erpressen, wandte sich Sharif Sheikh Ahmed der islamischen Bewegung zu, ließ in Zusammenarbeit mit der Bevölkerung einen lokalen Schari'a-Gerichtshof einrichten und wurde zu dessen Vorsitzenden gewählt. Das Gericht erreichte die Freilassung des Jungen und weiterer Entführter sowie die Rückgabe gestohlener Fahrzeuge. Durch den Zusammenschluss dieses Gerichts mit vier ähnlichen Institutionen in Mogadischu entstand die Union Islamischer Gerichte, deren Vorsitzender wiederum Ahmed wurde.
2006 brachte die Union Islamischer Gerichte Mogadischu und weite Landesteile unter ihre Kontrolle. Sharif Sheikh Ahmed galt als Vertreter der gemäßigten, Hassan Dahir Aweis als Vertreter der radikalen Teile der Union.

### Exil
Nach der Verdrängung der Union Ende 2006/Anfang 2007 floh Sharif Sheikh Ahmed in das Nachbarland Kenia, wo er sich am 21. Januar 2007 der Polizei stellte. Ihm wurde später erlaubt, in den Jemen zu reisen. Ab Mitte 2007 hielt er sich, wie weitere Teile der Union Islamischer Gerichte, in Asmara, Eritrea auf. Dort bildeten Islamisten und andere Gegner der somalischen Übergangsregierung die Allianz für die Wiederbefreiung Somalias (ARS) mit dem Hauptziel, die als Besatzung betrachtete äthiopische Militärpräsenz in Somalia zu beenden.
Als Vorsitzender der ARS war Sharif im Juni 2008 maßgeblich an den Friedensverhandlungen zwischen der Übergangsregierung Somalias und der ARS in Dschibuti beteiligt, die zur Unterzeichnung eines Waffenstillstandsabkommens im Oktober 2008 und im weiteren Verlauf zu Vereinbarungen über eine Machtteilung und den Abzug der äthiopischen Truppen führten.

### Wahl zum Präsidenten der Übergangsregierung Somalias
Am 31. Januar 2009 wurde Sharif Sheikh Ahmed vom somalischen Übergangsparlament in Dschibuti zum neuen Staatspräsidenten gewählt. Er setzte sich deutlich gegen Maslah Mohamed Siad Barre – den Sohn des ehemaligen Präsidenten und Diktators Siad Barre – und den amtierenden Premierminister Nur Hassan Hussein durch. Es wird erwartet, dass Sharif als gemäßigter Islamistenführer die zerstrittenen Bürgerkriegsparteien einen kann. Die radikalislamistische Gruppierung al-Shabaab, die weite Teile Südsomalias unter ihre Kontrolle gebracht hat, kündigte jedoch an, die Übergangsregierung weiterhin nicht anzuerkennen. Am 7. Februar reiste Sharif Sheikh Ahmed für Verhandlungen nach Mogadischu.
Am 10. September 2012 verlor Sharif Sheikh Ahmed im somalischen Parlament eine Stichwahl gegen Hassan Sheikh Mohamud, der zum neuen Präsidenten Somalias gewählt wurde.

## Präsident von Somalia
```
Die Regierung Sharif brachte die Regierung von Somalia nach dem Zusammenbruch der bisherigen Regierung im Jahr 1991 erfolgreich durch den Übergangsstatus.
```

Seiner Regierung wird die Entwicklung der Verfassung Somalias und die Einrichtung wichtiger Institutionen wie Polizei, Militär und Justiz zugeschrieben. Er gründete die somalische Nationalarmee, eröffnete den wichtigsten Seehafen von Mogadischu und gründete die Zentralbank neu.
Unter der Führung von Sharif gelang es der Übergangs-Bundesregierung, Al Shabaab aus der Hauptstadt und ihrem Umland zu vertreiben und durch die schwierige Übergangszeit Sicherheit, Frieden und Versöhnung zu schaffen.